# Cobusca Veche
Cobusca Veche è un comune della Moldavia situato nel distretto di Anenii Noi di 2.295 abitanti al censimento del 2004

## Località
Il comune è formato dall'insieme delle seguenti località (popolazione al 2004):
- Cobusca Veche (2.079 abitanti)
- Floreşti (216 abitanti)